# Herbert Kaiser
Herbert Kaiser (16 de Março de 1916 - 5 de Dezembro de 2003) foi um piloto alemão da Luftwaffe durante a Segunda Guerra Mundial. Voou mais de 1200 missões de combate, nas quais abateu 68 aeronaves inimigas, o que fez dele um ás da aviação. Depois da guerra, voltou a juntar-se às forças armadas, tendo-se reformado como Tenente-coronel.